# Terra Brava (telenovela)
Terra Brava é uma telenovela portuguesa produzida pela SP Televisão que foi exibida pela SIC de 28 de outubro de 2019 a 7 de março de 2021, substituindo a primeira produção de Golpe de Sorte e sendo substituída por A Serra. É a 27.ª novela do canal.
Escrita por Inês Gomes, tem a colaboração de Rita Roberto, Ana Casaca, Ana Morgado, Cândida Ribeiro, Filipa Poppe, José Pinto Carneiro e Manuel Carneiro como guionistas, a direção de Jorge Queiroga, a direção de elenco de Carla de Sá, a direção de produção de Bruno Oliveira e a realização de Bruno Marques de Oliveira, Jorge Queiroga, Nuno Franco e Ricardo Inácio.
Conta com as atuações de Mariana Monteiro, João Catarré, Maria João Luís e Renato Godinho nos papéis principais.

## Sinopse
Diogo Moreira, um militar condecorado, cujo nome verdadeiro é Rodrigo Montenegro Bastos, passa a vida a planear a derradeira missão: vingar-se da mulher responsável pelo seu rapto em criança e pela destruição da sua família.
Quando descobre que a mulher que lhe destruiu o passado é Eduarda Ferreira, regressa a Vila Brava, a sua terra natal, para se vingar, mas apaixona-se pela sua filha Beatriz, com quem mantinha uma relação de amizade antes de ser mandado raptar por Eduarda.
Beatriz encontra-se casada com Tiago Branco, o irmão biológico do militar e única família que lhe resta.
Esta é uma história de vingança. Uma matriarca determinada em manter o passado longe. Um amor doentio e uma história de superação.

## Elenco

### Elenco principal
| Ator/Atriz       | Personagem                                               |
| ---------------- | -------------------------------------------------------- |
| João Catarré     | Rodrigo Montenegro Bastos / Diogo Moreira (nome adotivo) |
| Mariana Monteiro | Beatriz Gonçalves Ferreira                               |
| Maria João Luís  | Maria Eduarda Gonçalves Ferreira                         |
| Renato Godinho   | Salvador Montenegro Bastos / Tiago Branco (nome adotivo) |

### Elenco regular
| Ator/Atriz            | Personagem                                    |
| --------------------- | --------------------------------------------- |
| Sara Matos            | Elsa Santinho                                 |
| João Jesus            | Afonso Maria Gonçalves Ferreira               |
| Luciana Abreu         | Maria Clementina «Tina» Grilo Macedo          |
| Fernando Luís         | Carlos Moreira                                |
| Noémia Costa          | Maria Prazeres dos Anjos Pinto                |
| Isabel Ruth           | Mercedes Ferreira                             |
| Virgílio Castelo      | Francisco Ferreira                            |
| Rita Loureiro         | Rosete Gonçalves                              |
| António Fonseca       | Raúl Santinho                                 |
| Guilherme Filipe      | Tomás Branco                                  |
| Débora Monteiro       | Carla Figueiredo                              |
| Marcantónio Del Carlo | André Figueiredo                              |
| Bruna Quintas         | Alexandra «Xana» Figueiredo Ferreira          |
| Diogo Valsassina      | Vasco Jesus                                   |
| João Reis             | Henrique Costa                                |
| Sofia Sá da Bandeira  | Joana Costa                                   |
| Ângela Pinto          | Arminda dos Anjos Jesus                       |
| Manuel Wiborg         | Norberto Jesus                                |
| João Baptista         | Filipe Sampaio / Ricardo Janeiro (nome falso) |
| Catarina Gouveia      | Diana Esteves                                 |
| Diogo Amaral          | Marco Paulo Pinto                             |
| Patrícia Tavares      | Gabriela Pinto                                |
| Isabela Valadeiro     | Rita Teixeira                                 |
| Dânia Neto            | Cândida «Candy» Santinho                      |
| Bárbara Lourenço      | Mafalda Costa                                 |
| Tomás Andrade         | Martim Branco                                 |
| Vera Moura            | Sílvia Figueiredo                             |
| Afonso Lopes          | David Costa                                   |
| Filipa Nascimento     | Catarina Isabel Pinto                         |
| Alexandre Jorge       | Miguel Macedo                                 |

### Participação
| Ator/Atriz        | Personagem               |
| ----------------- | ------------------------ |
| Adriano Luz       | Jorge Ferraz             |
| Joana Santos      | Teresa Montenegro Bastos |
| Vítor Silva Costa | Vicente Santos Bastos    |

### Personagens convidadas deNazaré
| Ator/Atriz      | Personagem                   |
| --------------- | ---------------------------- |
| Afonso Pimentel | António «Toni» Augusto Silva |
| Tiago Aldeia    | Ismael Pinto                 |

### Elenco adicional
| Ator/Atriz         | Personagem               |
| ------------------ | ------------------------ |
| Lia Carvalho       | Eduarda Ferreira (jovem) |
| Jorge Albuquerque  | Carlos Moreira (jovem)   |
| Miguel Raposo      | Jorge Ferraz (jovem)     |
| Guilherme Oliveira | Rodrigo (criança)        |
| Joana Alvarenga    | Eva                      |
| Sónia Balacó       | Sandra                   |
| Samuel Alves       | Valente                  |
| Miguel Santiago    | César (falso Rodrigo)    |
| Lourenço Mimoso    | Frederico «Fred»         |
| Catarina Lima      | Tânia                    |

## Produção

### Desenvolvimento

A herdade de Rio Frio é utilizada como cenário para a vila fictícia Vila Brava na telenovela.

O palácio de Rio Frio é utilizada como cenário para a casa da família Ferreira na telenovela.

Durante a apresentação de Golpe de Sorte, foi revelado por Daniel Oliveira, o diretor de programação da SIC, que a SIC já tinha iniciado a pré-produção de uma novela da autoria de Inês Gomes com o título provisório de Terra Brava, que acabou por se tornar no título definitivo.
Os trabalhos da telenovela começaram a 28 de junho de 2019, com gravações a decorrer na Herdade do Rio Frio, usada para dar vida à vila fictícia Vila Brava da novela, em Palmela, no Alentejo e nos estúdios da SP Televisão e tendo sido finalizados a 13 de agosto de 2020, fechando com 328 episódios de produção.

### Escolha do elenco
Sofia Alves era um dos nomes desejados para estar na telenovela para dar vida à antagonista da história, porém, a atriz declinou o convite e foi escolhida Maria João Luís para o seu lugar. À atriz juntaram-se João Catarré e Mariana Monteiro como o casal protagonista da telenovela e ainda Renato Godinho, que partilha o posto de antagonista ao lado de Maria João Luís.
Com a confirmação de Sara Matos na trama, foi revelado que se iria estrear na comédia com a sua personagem, sendo um pedido da própria.
Luciana Abreu, João Jesus, Bárbara Lourenço, João Reis, Sofia Sá da Bandeira, Afonso Lopes, António Fonseca, Vera Moura, Débora Monteiro, Marcantónio Del Carlo, Rita Loureiro, Sofia Sá da Bandeira, Adriano Luz, Diogo Amaral, Virgílio Castelo, Bruna Quintas, Isabel Ruth, Fernando Luís, Patrícia Tavares, Renato Godinho, Guilherme Filipe, Noémia Costa e Mafalda Teixeira constituem o restante elenco, com ainda a participação especial de Joana Santos.

### Pandemia de COVID-19: interrupção, mudanças na história e regresso às gravações
Devido ao surto de pandemia de COVID-19, a SIC suspendeu as gravações de Terra Brava a 13 de março de 2020. Durante a pausa, foram definidos diversos protocolos de segurança para o regresso às gravações ainda em 2020, sendo retomadas as gravações a 25 de maio e tendo sido reescritos os guiões dos episódios que ainda não estavam totalmente gravados, uma vez que a Covid-19 não pode se encontrar no enredo, devido à novela não ser gravada sequencialmente e já existir material filmado antes do começo da pandemia, sendo também derivado da pandemia a adquirição de mais episódios para além dos 280 episódios iniciais de produção.

## Exibição
Originalmente, Terra Brava iria estrear em setembro de 2019 e ia substituir Alma e Coração na 1.ª faixa de telenovelas da SIC, mas devido ao adiamento da estreia de Nazaré, acabou por substituir a primeira produção da série Golpe de Sorte e por ter a sua estreia adiada para novembro, ficando na 2.ª faixa de telenovelas da SIC. "Melhor de Mim" de Mariza foi anunciada como tema do genérico a 9 de setembro.
A promoção de Terra Brava começou a 17 de setembro de 2019. Um mês depois, é revelada a data de estreia da novela, 28 de outubro. A campanha de ‘últimos episódios’ arrancou a 8 de fevereiro de 2021, tendo a novela terminado a 7 de março.
Está a ser reposta pela SIC desde 26 de junho de 2023, ao final da noite, substituindo Um Lugar ao Sol.  Devido às baixas audiências, a partir de 2 de janeiro de 2024, passa a ser exibida nas madrugadas.

### Transmissão na OPTO
Com o lançamento da OPTO, a plataforma de streaming da SIC, a partir de 24 de novembro de 2020, teve todos os seus episódios de exibição na SIC disponibilizados até a data de lançamento da plataforma, passando desse dia para a frente a ter antestreias com um ou vários dias de antecedência à emissão dos episódios seguintes, à exceção do último episódio que foi disponibilizado a 7 de março de 2021, o mesmo dia da transmissão da SIC.

### Exibição internacional
No Brasil, a novela foi dividida em duas partes, com 60 episódios cada, tendo a primeira parte sido lançada a 14 de novembro de 2022 e a segunda parte lançada a 6 de fevereiro de 2023 na plataforma de streaming Globoplay.
| País   | Transmissão | Título adaptado | Partes | Lançamento                                                          |
| ------ | ----------- | --------------- | ------ | ------------------------------------------------------------------- |
| Brasil | Globoplay   | Terra Brava     | 2      | 1.ª parte: 14 de novembro de 2022 2.ª parte: 6 de fevereiro de 2023 |

## Projetos derivados

### Crossover comNazaré
A 17 de dezembro de 2019, foi revelado que a SIC iria fazer o primeiro crossover da ficção portuguesa, com a novela Nazaré, também da SIC.
O crossover estreou a 6 de janeiro de 2020 durante a emissão de ‘Terra Brava’.
Diana (Catarina Gouveia), Padre Ricardo (João Baptista), Tânia (Catarina Lima) e Tina (Luciana Abreu) são as personagens as personagens de ‘Terra Brava’ e Ismael (Tiago Aldeia) e Toni (Afonso Pimentel) são as personagens de ‘Nazaré’ que se juntam no crossover.
Foi gravado a 17 de dezembro de 2019 e o encontro entre os dois mundos da ficção da SIC foi no ‘Carrossel’, décor da novela ‘Terra Brava’.

### Crossover comAmor Amor
A 4 de março de 2021, foi revelado num post na conta de Instagram de Romeu Santiago, personagem interpretada por Ricardo Pereira na novela, que iria haver um crossover com a novela Amor Amor, também da SIC, tendo sido um pedido de Daniel Oliveira, o diretor-geral e diretor de enternimento e ficção da SIC, a Ana Casaca, a autora de ‘Amor Amor' para concretizar o crossover entre as duas tramas.
O crossover começou a ser promovido a 20 de julho de 2021 e estreou uma semana depois, no dia 27, durante a emissão de ‘Amor Amor’.
Elsa Santinho (Sara Matos) é a personagem de ‘Terra Brava’ enquanto que Romeu Santiago (Ricardo Pereira), Cajó (Rogério Samora) e Gastão (João Baptista) são as personagens de ‘Amor Amor’ que se juntam no crossover.
Foi gravado a 4 de março de 2021, na editora Lua-de-Mel, cenário ficcional de ‘Amor Amor’.

### Lua de Mel
No âmbito do anúncio das celebrações dos 30 anos da SIC, foi revelada a existência de um spin-off em formato novela que para além de contar com personagens novas e de raiz, contaria também com personagens marcantes de telenovelas anteriores do mesmo canal, intitulada com o mesmo nome da editora de Amor Amor, Lua de Mel, devido ao foco da história se encontrar na editora da novela. Vindos diretamente desta novela para a Lua de Mel, vieram Noémia Costa e Bruna Quintas com as suas respetivas personagens Prazeres e Xana no elenco recorrente e ainda Sara Matos e António Fonseca também com as suas respetivas personagens Elsa e Raúl para uma participação especial.

## Audiências
Terra Brava estreou a 28 de outubro de 2019 com 15.4 de rating e 30.7% de share, com cerca de 1 milhão e 460 mil espectadores, na liderança absoluta, com um pico de 16.4 de audiência e 33.2% de share, sendo o programa mais visto do dia.
No segundo episódio, Terra Brava registou tal como no dia anterior, 15.4 de rating mantendo a audiência de estreia e colocando-se próxima do milhão e meio de espectadores, registando um recorde de quota de mercado, com 31.9% de share, crescendo ao longo do capítulo, acabando por chegar aos 16.3 de rating e 35.9% de share na reta final.
Na semana seguinte, a 4 de novembro de 2019, Terra Brava bateu recorde de share. A trama de Inês Gomes registou, uma audiência média de 14.8 com um recorde de 32.0% de share. Em média, foram 1 milhão e 404 mil os espectadores sintonizados na história de vingança protagonizada por João Catarré e Mariana Monteiro.
A 7 de novembro de 2019, Terra Brava cravou um novo recorde de share. Em média, cerca de 1 milhão e 282 mil telespectadores acompanharam a novela escrita por Inês Gomes, o que correspondeu a 13.5 de rating e 33.3% de share.
A 6 de janeiro de 2020, estreou o crossover que cruzou "Terra Brava" e "Nazaré" com 14.8 de rating e 28.8% de share, alcançando 1 milhão e 400 mil telespetadores, durante a emissão de "Nazaré". Durante a emissão de "Terra Brava" registou 12.2 de rating e 29.8% de share, alcançando 1 milhão e 158 mil telespetadores.
A 15 de janeiro de 2020, Terra Brava conseguiu alcançar o valor mais alto do ano, com uma média de 1 milhão e 226 mil espectadores no capítulo. A novela fechou com uma audiência média de 13.0, o que correspondeu, a 29.8% de share. No melhor momento a história de vingança bateu nos 14.7%/33.1%.
No dia 28 de janeiro de 2020, Terra Brava voltou a marcar um novo máximo anual ao registar 13.1 de audiência média (1 244 200 telespectadores) e 29.7% de share. O pico foi de 14.7 de rating pelas 22h29. Já às 23h19, a novela de Inês Gomes tocou nos 33.6% de share.
A 3 de fevereiro de 2020, Terra Brava bateu mais um recorde de 2020, desta vez em share. A história escrita por Inês Gomes registou 12.4 de audiência média e 30.2% de share. Esse episódio foi seguido por uma média fidelizada de 1 milhão e 178 mil espectadores.
A 17 de março de 2020, Terra Brava disparou para o valor mais visto do ano e um dos mais altos de sempre na história da novela. A trama protagonizada por Mariana Monteiro e João Catarré arrecadou a preferência de 1 milhão e 302 mil espectadores em média. Este valor consistiu mais do dobro dos indivíduos da segunda colocada. Com um resultado de 13.7 de rating e 29.7% de quota média de mercado, “Terra Brava” chegou a ter quase 1,5 milhões de espectadores. No melhor momento, a novela chegou aos 15.1/30.1%.
A 24 de março de 2020, Terra Brava bateu um novo recorde de espectadores anual, mantendo a liderança que possui desde o primeiro episódio. A novela escrita por Inês Gomes garantiu uma audiência média de 13.9, o que correspondeu a um share de 28.8%. Com 1 milhão e 321 mil espectadores, “Terra Brava” teve o seu pico logo no arranque. No melhor momento o resultado da SIC era de 16.1/29.4%.
A 30 de março de 2020, Terra Brava cresceu para um novo recorde em 2020. Em termos médios o resultado foi de 14.1/27.6%. Com 1 milhão e 337 mil espectadores em média, Terra Brava dominou por completo o seu horário de emissão e foi líder absoluta.
A 16 de abril de 2020, Terra Brava alcançou um novo recorde do ano de 2020. A história de Inês Gomes conseguiu fidelizar, uma média de 1 milhão e 412 mil espectadores. Em termos médios, “Terra Brava” registou 14.9 de rating, com 28.1% de quota de mercado, mantendo-se na liderança absoluta das audiências. No melhor momento, logo no início, a SIC chegou a marcar 16.6/28.5%.
A 23 de abril de 2020, Terra Brava alcançou o seu melhor resultado de sempre. Garantiu assim, um resultado de 15.7 de rating e 29.8% de share, com cerca de 1 milhão e 482 mil espectadores em média, com um pico de 16.9 de audiência e 29.5% de share, sendo líder absoluta no seu horário e foi o episódio mais visto da novela até então.
A 7 de maio de 2020, Terra Brava bateu recorde do mês e registou 15.0/30.3%, com 1 milhão e 424 mil espectadores. No melhor momento, a novela chegou aos 16.3/31.7%.
A 18 de junho de 2020, Terra Brava bateu recorde de pico e share do ano e registou 14.9/29.5%, com 1 milhão e 415 mil espectadores. Com um pico de 17.0 de audiência e 34.2% de share, sendo líder absoluta no seu horário e foi o episódio que teve o maior pico do dia e da novela até então.
A 30 de junho de 2020, Terra Brava bateu recorde do mês e registou 15.1/29.9%, com 1 milhão e 428 mil espectadores. No melhor momento, a novela chegou aos 16.4/31.8%.
A 28 de agosto de 2020, Terra Brava bateu um novo recorde de espectadores, o episódio especial fez a novela ter o pico de audiência do dia. A trama chegou a marcar 15.3 pontos de rating em pico e tocou nos 33.1% de share. Com inicio pelas 22h28, “Terra Brava” fechou com 13.8 de audiência média e 31.0% de share com 1 milhão e 310 mil telespectadores. A primeira parte da novela, exibida durante as 22h, registou 14.6 de audiência média e 30.9% de share. Já na faixa das 23h, o episódio fixou-se nos 13.2/31.1%.
A 1 de janeiro de 2021, Terra Brava teve o episódio de menor audiência e share e registou 8.8/19.9% de share, com 834 mil espectadores. No melhor momento, a novela chegou aos 9.2/19.9%.
A 2 de fevereiro de 2021, Terra Brava bateu um novo recorde de espectadores anual, mantendo a liderança que possui desde o primeiro episódio. A novela escrita por Inês Gomes garantiu uma audiência média de 13.5, o que correspondeu a um share de 29.5%. Com 1 milhão e 279 mil espectadores. No melhor momento o resultado da SIC era de 15.4/29.3%.
A 18 de fevereiro de 2021, Terra Brava bateu um novo recorde de espectadores anual, com inicio pelas 22h36, “Terra Brava” conquistou 13.7 de audiência média e 30.3% de share. Cerca de 1 milhão e 295 mil telespectadores seguiram o episódio. O pico de audiência foi de 15.3 de rating quando o relógio batia nas 22h44. Já às 23h13, a novela bateu nos 32.0% de share. A primeira parte da novela marcou 14.6/29.4%. A segunda na faixa das 23h alcançou os 13/31.1%.
O último episódio, foi exibido a 7 de março de 2021, conquistou o melhor valor de sempre e a liderança absoluta e o segundo lugar entre os mais vistos do dia. Com inicio pelas 21h39, a novela da SIC alcançou 16.9/29.1%, com cerca de 1 milhão e 603 mil telespectadores que seguiram o final da história de Beatriz e Diogo. O pico de rating foi 18.0, às 22h29, quando já estava a enfrentar a estreia do “All Together Now”, com cerca de 1 milhão e 702 mil espectadores. Já o pico em share foi no minuto seguinte com 31.8%.
| Média | Média     | Episódios transmitidos | Rating | Share | Ref.   |
| ----- | --------- | ---------------------- | ------ | ----- | ------ |
| 2019  | Outubro   | 4 episódios            | 14.8   | 30.3% | [ 64 ] |
| 2019  | Novembro  | 21 episódios           | 12.4   | 29.4% | [ 65 ] |
| 2019  | Dezembro  | 19 episódios           | 11.7   | 27.7% | [ 66 ] |
| 2020  | Janeiro   | 22 episódios           | 11.7   | 27.3% | [ 67 ] |
| 2020  | Fevereiro | 20 episódios           | 11.6   | 27.4% | [ 68 ] |
| 2020  | Março     | 22 episódios           | 12.6   | 27.8% | [ 69 ] |
| 2020  | Abril     | 22 episódios           | 14.4   | 27.6% | [ 70 ] |
| 2020  | Maio      | 21 episódios           | 13.7   | 27.5% | [ 71 ] |
| 2020  | Junho     | 22 episódios           | 13.6   | 27.9% | [ 72 ] |
| 2020  | Julho     | 23 episódios           | 12.8   | 27.3% | [ 73 ] |
| 2020  | Agosto    | 21 episódios           | 12.4   | 28.4% | [ 74 ] |
| 2020  | Setembro  | 24 episódios           | 11.6   | 27.9% | [ 75 ] |
| 2020  | Outubro   | 22 episódios           | 11.7   | 25.5% | [ 76 ] |
| 2020  | Novembro  | 25 episódios           | 11.6   | 26.0% | [ 77 ] |
| 2020  | Dezembro  | 22 episódios           | 12.2   | 26.0% | ...    |
| 2021  | Janeiro   | 23 episódios           | 11.8   | 26.8% | ...    |
| 2021  | Fevereiro | 21 episódios           | 12.5   | 27.3% | [ 78 ] |
| 2021  | Março     | 6 episódios            | 13.5   | 32.7% | ...    |
| Total | Total     | 361 episódios          | 12.6   | 27.8% |        |

## Prémios e indicações
| Ano  | Prémio                                                     | Categoria        | Por         | Resultado |
| ---- | ---------------------------------------------------------- | ---------------- | ----------- | --------- |
| 2020 | WorldMediaFestivals \| Television & Corporate Media Awards | Telenovela       | Terra Brava | Venceu    |
| 2021 | 25.ª gala dos Globos de Ouro                               | Melhor Projeto   | Terra Brava | Indicado  |
| 2021 | Troféus de Televisão Impala                                | Melhor Telenoval |             | Indicado  |

## Banda sonora
As músicas presentes na novela são:
- Melhor de Mim – Mariza
- Agora É Que É - Ana Moura
- Alternativa - Amor Electro
- Cavalo à Solta - Fernando Tordo e Jorge Palma
- Não Sei Explicar - Anaíse
- A Queda dos Anjos - Táxi
- A Mula da Cooperativa - Adiafa
- Só Me Apetece Dançar - Tiago Nacarato e Ana Bacalhau
- A Vida Passa - Tiago Andrade Nunes e Vitorino
- Mentiroso - Sons do Minho
- Não Apagues o Amor - Viviane
- Eu Gosto de Ti - Elas
- Verão - The Gift
- Natural - Imagine Dragons
- Bem Bom - Doce
- Terra da minha Gente - António Zambujo
- A Terra Gira - Os Quatro e Meia
- Mula da Agonia - Virgem Suta
- Criatura da Noite - Entre Aspas
- O Que Mais Custa - Ala dos Namorados e Ana Bacalhau
- Beautiful Thing - Grace Vanderwaal
- Dia de Bailarico - Francisca

## Versões
- El precio de amarte - telenovela produzida pela Televisa e estrelada por Marcus Ornellas, Scarlet Gruber, Alejandra Barros e Jorge Poza.